# Palazzo Sinibaldi

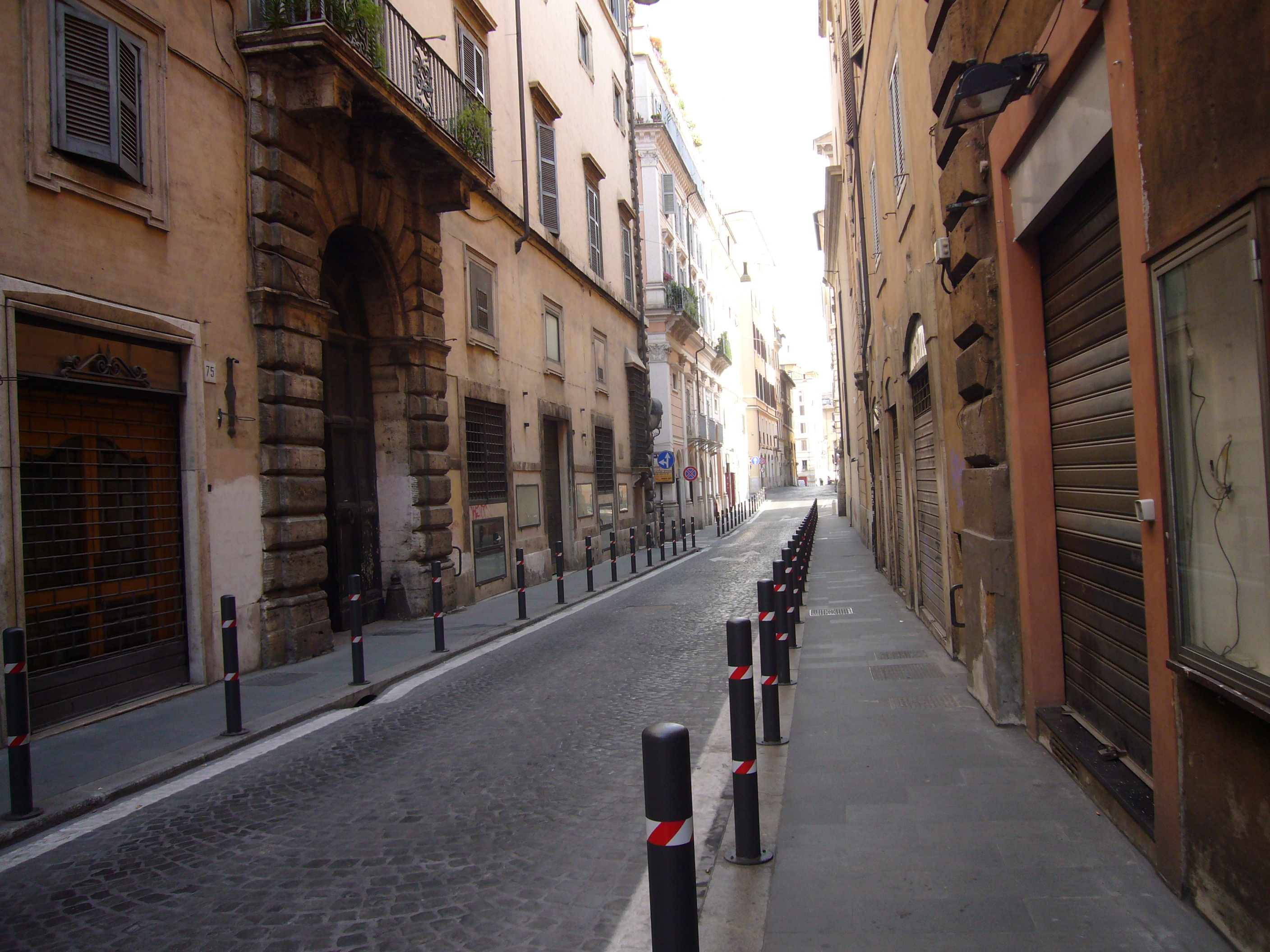
Nella foto presa da Via di Torre Argentina, il Palazzo Sinibaldi è a sinistra.

Il Palazzo Vittori Sinibaldi, conosciuto semplicemente come Palazzo Sinibaldi, è un palazzo manierista di Roma situato in via di Torre Argentina tra vicolo dei Sinibaldi e via de' Nari, al confine tra i rioni Pigna e Sant'Eustachio, con facciata anche su via Monterone.

## Storia
Palazzo Sinibaldi fu costruito nel XVII secolo per i Sinibaldi, una nobile famiglia di Monteleone di Spoleto, da cui provenivano diversi funzionari ecclesiastici nel Campidoglio, ma che si estinse nel 1804.
La struttura originaria dell'edificio è medievale, quando sul sito c'erano le residenze dei Monterone, da Siena, passate poi ai Vettori da Firenze, ai Peretti, ai Nari ed infine ai Sinibaldi, che le inglobarono nel loro nuovo palazzo.
Nella prima metà dell'Ottocento il palazzo ospitò diversi eventi artistici: particolarmente importanti furono le rappresentazioni dell'opera Cesare in Egitto, di Giovanni Pacini nel 1826 e le "accademie" di violino di Niccolò Paganini l'anno successivo.
Nel 1829 alcuni appartamenti del palazzo ospitarono l'Accademia Latina e, dal 1870, la prefettura di Roma, che subaffittò gli spazi alla Pontificia Accademia di Archeologia, poi l'Accademia dei Nuovi Lincei e, nel 1884, l'Accademia dell'Arcadia.
Nel 1908 madre Colomba Gabriel vi fondò una "casa famiglia" per giovani operaie. Oggi è la casa madre delle Suore Benedettine di Carità, meglio conosciute come "Suore Pie Operaie".

## Decorazione

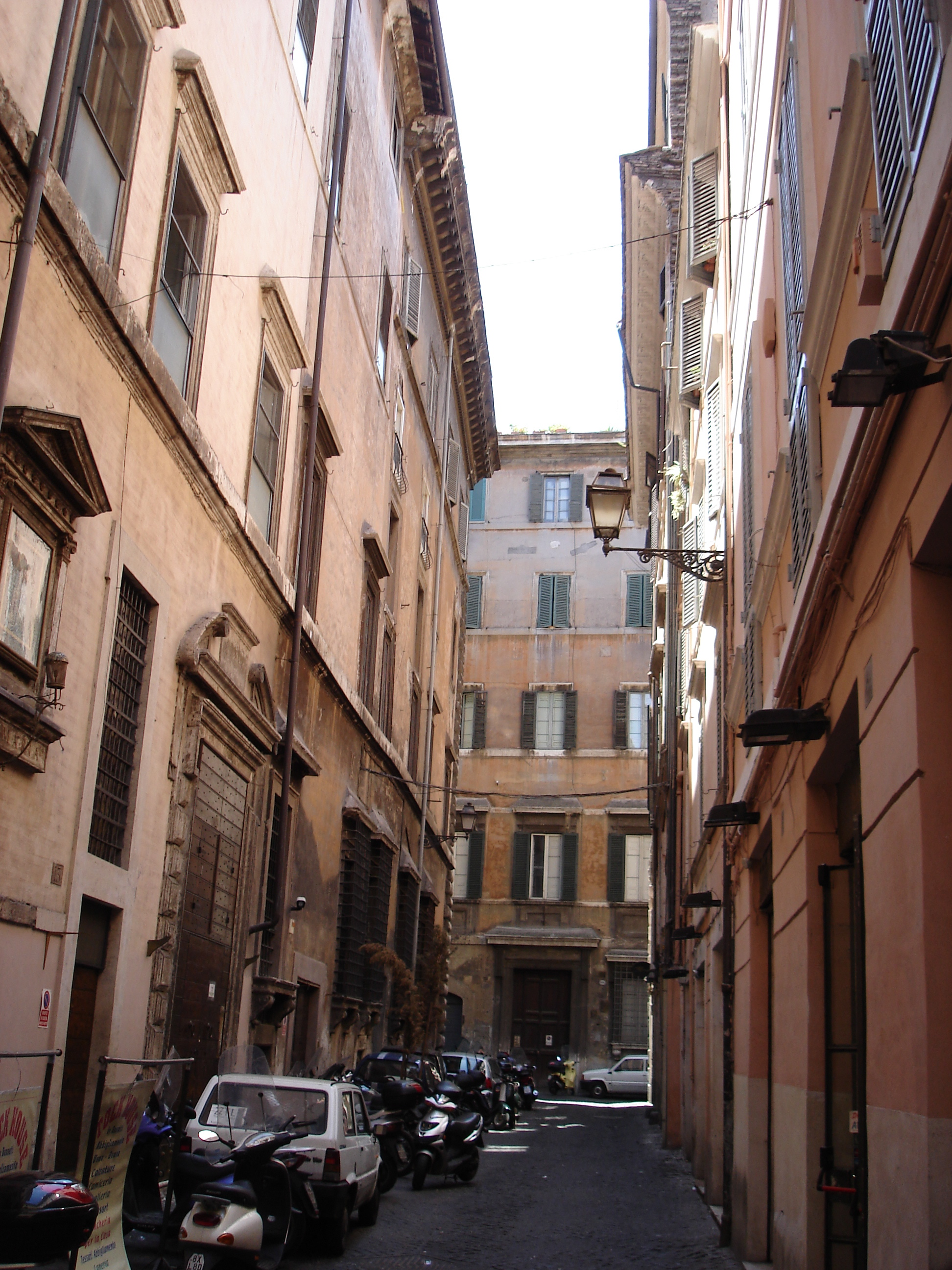
Facciata su via de' Nari a sinistra.

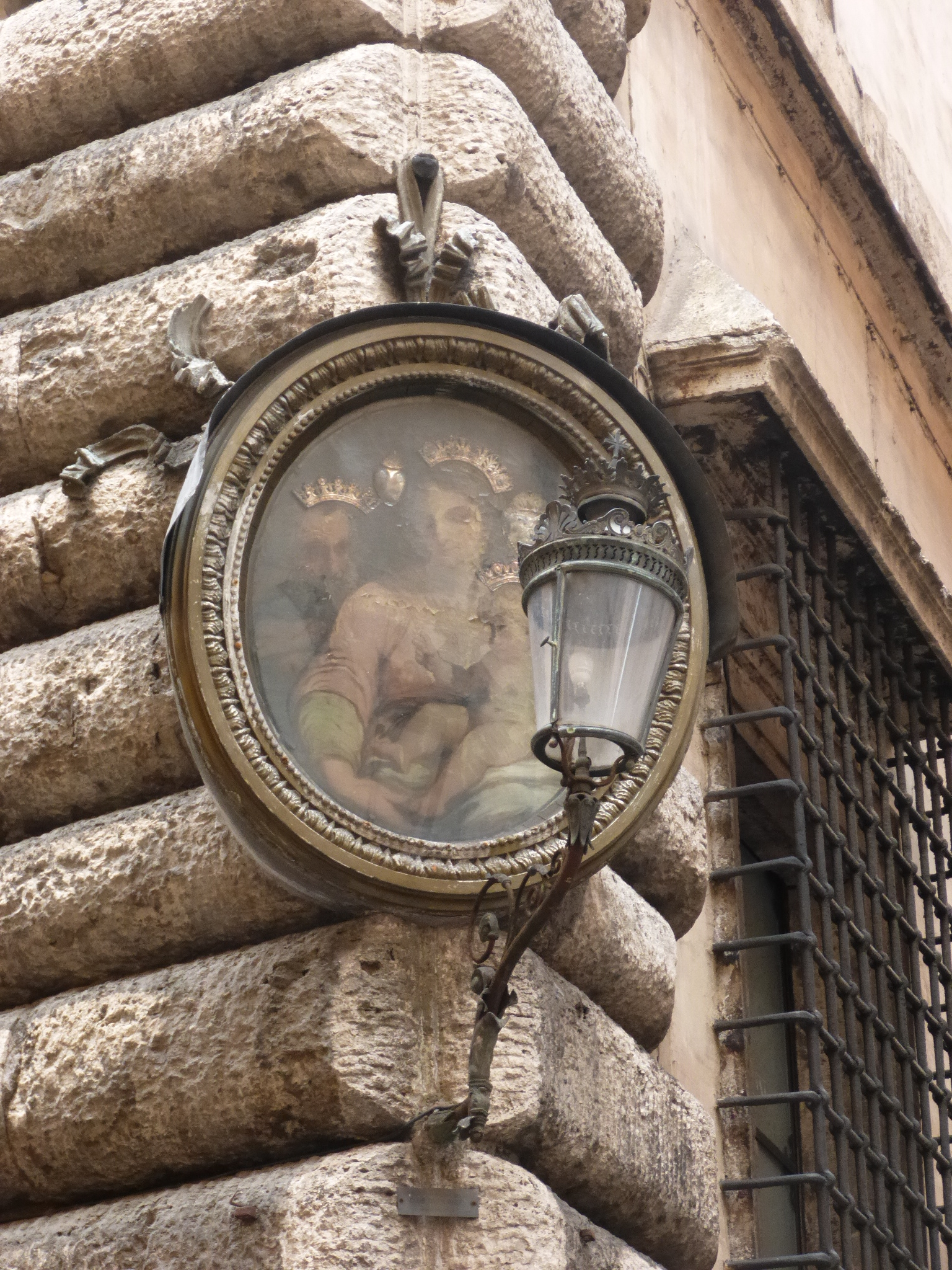
Edicola all'angolo di via di Torre Argentina con via de' Nari.

Il palazzo ha facciate su Via di Torre Argentina, Via di Monterone e Via dei Nari. La facciata su via di Torre Argentina, edificata nel XVII secolo, è a tre piani con nove finestre ciascuno, semplice nel terzo, inquadrato nel secondo e architravato nel primo.
Il piano terra si apre in un bel portale con bugnato rustico sul quale sono mensoloni decorati di rose che sostengono un balcone al piano nobile, sul quale si apre una porta finestra con timpano triangolare. Ai lati del portale si aprono quattro aperture commerciali e quattro semplici finestre, ad eccezione dell'ultima, architracciata, inferriata e impostata su mensole. La facciata è coronata da una bella gronda su mensoloni decorati con rose.
Sull'angolo, anch'esso decorato dall'alto in basso con bugne rustiche, è un dipinto ovale raffigurante "Vergine col Bambino in braccio", con San Giuseppe sullo sfondo, opera del periodo compreso tra i secoli XVI e XVII: la cornice, decorata con nastri, foglie e ovolo, è in legno e stucco e risale al XVIII secolo. Una grande lampada con braccio rotante in ferro battuto completa la composizione.
Al piano terra, il portale, con cornice e timpano, è affiancato, al civico 14, da un portone commerciale e da finestre archivistiche e sbarrate sorrette su mensole; dopo la prima finestra, a sinistra del portale, vi è un'altra edicola, anche questa con l'immagine della "Vergine col Bambino". 
Si tratta di un olio su tela rettangolare, posto all'interno di un tempietto di forma classica, con due lesene con capitelli ionici sormontati da un timpano: sia la Vergine che il Bambino sono incoronati e con un'aureola. Sulla base sono presenti una semplice iscrizione ("Ave Maria") e un punto luce.